# 上海外环高速公路
上海外环高速公路，又称外环线，原称为环东一大道、环东二大道、环南二大道、环南一大道、环西一大道、环西二大道，是上海市的一条高速公路，上海市高速公路编号为S20，原编号为A20公路，是环绕上海市的一条环形高速公路，环线原点位于外环同济路立交，全长99公里，其中徐浦大桥段于1997年6月24日通车，一期于1998年12月1日通车（其中浦东段于1997年通车），浦东段一期于1999年9月14日通车，西北段于2001年12月20日通车，浦东段二期于2002年10月26日通车，外环隧道段于2003年6月21日通车，至此上海外环高速公路全线通车。2023年2月14日，外环东段（华夏中路-龙东大道）改建工程開工，改建工程於2025年6月竣工。

## 互通枢纽及服务设施列表
| 地区                                                                                         | 里程 | 类型                                       | 名称            | 连接                                                    | 说明                                                     |
| -------------------------------------------------------------------------------------------- | ---- | ------------------------------------------ | --------------- | ------------------------------------------------------- | -------------------------------------------------------- |
| 上海市 宝山区                                                                                | 0/97 | 出入口                                     | 外环同济路      | 同济高架路 逸仙高架路                                   | 往同济高架路限内圈入、外圈出，往逸仙高架路限外圈入       |
| 上海市 宝山区                                                                                | 0    | 出入口                                     | 同济路          | 同济路 泰和路                                           | 限内圈入，外圈出                                         |
| 上海市 浦东新区                                                                              | 4    | 出入口                                     | 江东路          | 江东路                                                  | 限内圈出                                                 |
| 上海市 浦东新区                                                                              | 4    | 枢纽 · 停车场 · 加油设施 · 修车站 · 餐厅   | 外环绕城 凌海路 | 上海绕城高速                                            | 限内圈入、外圈出；设有加油站。与 上海绕城高速共线段起点  |
| 上海市 浦东新区                                                                              | 6    | 出入口                                     | 凌海路          | 凌海路                                                  |                                                          |
| 上海市 浦东新区                                                                              | 8    | 出入口                                     | 张杨北路        | 张杨北路                                                | 内圈方向只有出口                                         |
| 上海市 浦东新区                                                                              | 9    | 出入口                                     | 杨高北路        | 杨高北路 杨高北一路 海徐路                              | 限内圈入，外圈出                                         |
| 上海市 浦东新区                                                                              | 13   | 出入口                                     | 航津路          | 航津路 海徐路                                           |                                                          |
| 上海市 浦东新区                                                                              | 15   | 出入口                                     | 洲海路          | 洲海路                                                  |                                                          |
| 上海市 浦东新区                                                                              | 18   | 枢纽 · 出入口                              | 外环绕城        | 上海绕城高速 五洲大道                                   | 和 上海绕城高速共线段终点                                |
| 上海市 浦东新区                                                                              | 21   | 出入口                                     | 巨峰路          | 巨峰路                                                  |                                                          |
| 上海市 浦东新区                                                                              | 22   | 出入口                                     | 金海路          | 金海高架路 金海路                                       |                                                          |
| 上海市 浦东新区                                                                              | 26   | 出入口                                     | 龙东高架路      | 龙东高架路 龙东大道                                     |                                                          |
| 上海市 浦东新区                                                                              | 28   | 出入口                                     | 高科东路        | 高科东路 高科中路                                       |                                                          |
| 上海市 浦东新区                                                                              | 30   | 出入口                                     | 华夏高架路      | 华夏高架路 华夏中路 华夏东路                            |                                                          |
| 上海市 浦东新区                                                                              |      | 停车场 · 加油设施 · 修车站 · 餐厅          | 加油站          | 加油站                                                  | 只有加油站                                               |
| 上海市 浦东新区                                                                              | 34   | 枢纽                                       | 环东二大道      | 迎宾高速 沪芦高速                                       |                                                          |
| 上海市 浦东新区                                                                              | 36   | 出入口                                     | 申江路          | 申江南路 康桥东路                                       |                                                          |
| 上海市 浦东新区                                                                              | 39   | 枢纽 · 出入口                              | 外环罗山路      | 沪奉高速 罗山高架路                                     |                                                          |
| 上海市 浦东新区                                                                              | 42   | 出入口                                     | 沪南公路        | 沪南公路                                                |                                                          |
| 上海市 浦东新区                                                                              | 45   | 出入口                                     | 杨高南路        | 杨高南路 林海公路                                       |                                                          |
| 上海市 浦东新区                                                                              | 47   | 出入口                                     | 上南路          | 上南路                                                  |                                                          |
| 上海市 浦东新区                                                                              | 49   | 出入口                                     | 长清路          | 长清路 三鲁公路                                         | 内圈仅出                                                 |
| 上海市 浦东新区                                                                              | 49   | 出入口                                     | 南北高架路      | 南北高架路 济阳路 浦星公路                              |                                                          |
| 上海市 浦东新区                                                                              |      | 停车场 · 加油设施 · 修车站 · 餐厅          | 加油站          | 加油站                                                  | 只有加油站，仅内圈方向                                   |
| 上海市 徐汇区                                                                                | 52   | 出入口                                     | 龙吴路          | 龙吴路                                                  |                                                          |
| 上海市 闵行区                                                                                | 55   | 出入口                                     | 虹梅南路        | 虹梅高架路 虹梅南路                                     | 限内圈出、外圈出入；虹梅南路南侧可出入虹梅高架路         |
| 上海市 闵行区                                                                                | 56   | 出入口 · 停车场 · 加油设施 · 修车站 · 餐厅 | 莘朱路          | 莘朱路                                                  | 限外圈入，外圈自加油站出，路牌无标注                     |
| 上海市 闵行区                                                                                | 57   | 出入口                                     | 莲花南路        | 莲花南路                                                | 限内圈入，外圈出                                         |
| 上海市 闵行区                                                                                | 59   | 枢纽 · 出入口                              | 莘庄            | 沪昆高速 沪金高速 沪闵高架路 沪闵公路                   |                                                          |
| 上海市 闵行区                                                                                | 61   | 出入口                                     | 顾戴路          | 顾戴路                                                  |                                                          |
| 上海市 闵行区                                                                                |      | 停车场 · 加油设施 · 修车站 · 餐厅          | 加油站          | 加油站                                                  | 只有加油站，仅内圈方向                                   |
| 上海市 闵行区                                                                                | 64   | 出入口                                     | 漕宝高架路      | 漕宝高架路                                              |                                                          |
| 上海市 闵行区                                                                                | 64   | 出入口                                     | 漕宝路          | 漕宝路                                                  |                                                          |
| 上海市 闵行区                                                                                | 65   | 出入口                                     | 吴中路          | 吴中路                                                  |                                                          |
| 上海市 闵行区                                                                                | 67   | 枢纽 · 出入口                              | 外环沪青平      | 沪渝高速 延安高架路 沪青平公路 延安西路 迎宾三路 虹桥路 | 位于闵行区与长宁区之间，往延安高架路方向限内圈入，外圈出 |
| 上海市 长宁区                                                                                |      | 停车场 · 加油设施 · 修车站 · 餐厅          | 加油站          | 加油站                                                  | 只有加油站，仅内圈方向                                   |
| 上海市 长宁区                                                                                | 71   | 出入口                                     | 天山西路        | 天山西路                                                | 限内圈出，外圈入                                         |
| 上海市 长宁区                                                                                | 72   | 出入口                                     | 外环北翟路      | 北翟高架路 北翟路                                       |                                                          |
| 上海市 嘉定区                                                                                | 75   | 枢纽                                       | 外环沪宁        | 京沪高速 沪蓉高速                                       |                                                          |
| 上海市 嘉定区                                                                                | 75   | 出入口                                     | 曹安公路        | 曹安公路                                                |                                                          |
| 上海市 普陀区                                                                                |      | 停车场 · 加油设施 · 修车站 · 餐厅          | 加油站          | 加油站                                                  | 只有加油站，仅外圈方向                                   |
| 上海市 普陀区                                                                                | 79   | 出入口                                     | 真南路          | 真南路                                                  | 限内圈出，外圈入                                         |
| 上海市 普陀区                                                                                | 79   | 枢纽                                       | 外环沪嘉        | 沪嘉高速                                                |                                                          |
| 上海市 宝山区                                                                                | 80   | 出入口                                     | 南大路          | 南大路                                                  | 限内圈入，外圈出                                         |
| 上海市 宝山区                                                                                | 81   | 出入口                                     | 丰翔路          | 丰翔路                                                  |                                                          |
| 上海市 宝山区                                                                                | 83   | 枢纽                                       | 外环沪翔沪崇    | 沪翔高速 沪崇高速                                       |                                                          |
| 上海市 宝山区                                                                                |      | 停车场 · 加油设施 · 修车站 · 餐厅          | 加油站          | 加油站                                                  | 只有加油站                                               |
| 上海市 宝山区                                                                                | 87   | 出入口                                     | 沪太路          | 沪太路                                                  |                                                          |
| 上海市 宝山区                                                                                | 90   | 出入口                                     | 富长路          | 泰和西路 富长路                                         |                                                          |
| 上海市 宝山区                                                                                | 91   | 出入口                                     | 南北高架路      | 南北高架路 蕰川路                                       |                                                          |
| 上海市 宝山区                                                                                | 93   | 出入口                                     | 江杨北路        | 泰和路 江杨北路                                         |                                                          |
| 上海市 宝山区                                                                                | 97   | 出入口                                     | 同济路          | 同济路 泰和路                                           | 限内圈出，外圈入                                         |
| 1.000 英里 = 1.609 千米；1.000 千米 = 0.621 英里 并行路段 • 已关闭／取消 • 限制进入 • 未开放 |      |                                            |                 |                                                         |                                                          |

## 事故
2023年11月23日10时许，外环高速外圈京沪铁路跨线桥发生事故，一辆牵引车疑因爆胎，失控撞击护墙后，车上运载的一辆抛锚的厢式货车坠落至跨线桥下方铁路，车内装载的货物洒落在铁路线路旁。事故虽未造成人员伤亡，但同时导致上海铁路枢纽05单元接触网一度停电，列车运行延误。12时15分，接触网停电故障已修复。13时，道路养护人员对部分损坏的防抛网进行加固作业。同时为了保证铁路尽快恢复运行，翻至跨线桥下的货车暂停起吊，改为夜间再进行施救。